# 仮登記
仮登記（かりとうき）とは、将来の登記の順位等を保全するためにする登記。現行法では、不動産登記法に基づく不動産登記や、それを準用する船舶登記の方法のひとつである。

## 概要
登記をすることができる権利を有していたり、将来的に権利を取得することが予定されていても、要件を満たさなければ登記の申請をすることができない。そこで、将来すべき登記の順位を保全したり登記の妨害を予防するために仮にする登記が仮登記である。
保全された本来の登記がされた後に抹消される。

## 不動産登記
不動産登記における仮登記は、不動産登記法第105条にもとづき、同法において登記できる権利（所有権、地上権、永小作権、地役権、先取特権、質権、抵当権、賃借権、採石権）について保存登記、設定登記、移転登記、変更登記、抹消登記等をしようとするときに、登記識別情報等同時に提出すべきものを提出できないとき（1号仮登記）、もしくは不動産登記法において登記できる権利の設定、移転、変更又は消滅に関して請求権（始期付き又は停止条件付きのものその他将来確定することが見込まれるものを含む）を保全しようとするとき（2号仮登記）に順位を保全する目的で行う登記である。仮登記自体には対抗力はないが、仮登記にもとづく本登記を実行することで仮登記後に登記された別の権利に対抗することができる。

## 商業登記
かつて商法では、同一市区町村内で同一の営業のために同一の商号を登記することができなかった（旧商法19条）。この規定により、会社を設立する場合や、既にある会社が他の市町村から本店移転する場合など、その前に他人が同一の商号で先に登記をすることで会社設立や本店移転を妨害することが可能であった。これを防止するため、2005年の改正前商業登記法では、予め商号や本店等を登記する「商号の仮登記」の制度が存在した。
2005年の会社法改正により旧商法19条の規定が廃止されたことに伴い、商号の仮登記の制度も廃止された。これ以降、商業登記法に仮登記の制度はない。